# هيئة مفوضي الدولة (مصر)
هيئة مفوضي الدولة هي جزء من القسم القضائي لمجلس الدولة المصري. وهي الأمينة على المنازعات الإدارية وعاملاً أساسياً في تحضيرها وتهيئتها للمرافعة وإبداء الرأي القانوني المحايد فيها. وهي ليست طرفاً ذا مصلحة شخصية في المنازعة. ولا يسوغ الحكم في الدعاوى والطعون الإدارية إلا بعد أن تقوم الهيئة بتحضيرها وتقديم تقرير بالرأي القانوني مسبباً فيها. وعدم قيام الهيئة بتحضير الدعوى الإدارية وتهيئتها للمرافعة وتقديم تقرير بالرأي القانوني فيها يعد إخلالا بإجراء جوهري يترتب عليه بطلان الحكم الذي يصدر في الدعوى.
تؤلف هيئة مفوضي الدولة من أحد نواب رئيس المجلس رئيساً وعدد كاف من المستشارين والمستشارين المساعدين والنواب والمندوبين. ويكون مفوضي الدولة لدى المحكمة الإدارية العليا ومحكمة القضاء الإداري من درجة مستشار مساعد على الأقل.{{صفحات مرجع|مادة
ما هي هيئة مفوضي الدولة وما هي اختصاصاتها؟
هي جزء من القسم القضائي لمجلس الدولة المصري، وهي الأمينة على المنازعات الإدارية وعاملًا أساسيًا في تحضيرها وتهيئتها للمرافعة وإبداء الرأي القانوني المحايد فيها، كما أنها ليست طرفًا ذا مصلحة شخصية في المنازعة، ولا يسوغ الحكم في الدعاوي والطعون الإدارية إلا بعد أن تقوم الهيئة بتحضيرها وتقديم تقرير بالرأي القانوني مسببًا فيها. وعدم قيام الهيئة بتحضير الدعوى الإدارية وتهيئتها للمرافعة وتقديم تقرير بالرأي القانوني فيها يعد إخلالا بإجراء جوهري يترتب عليه بطلان الحكم الذي يصدر في الدعوى.
الهيئة
تؤلف هيئة مفوضي الدولة من أحد نواب رئيس المجلس رئيسا وعدد كاف من المستشارين والمستشارين المساعدين والنواب والمندوبين.
ويكون «مفوضي الدولة» لدى المحكمة الإدارية العليا ومحكمة القضاء الإداري من درجة مستشار مساعد على الأقل.
الاختصاصات
تختص هيئة مفوضى الدولة بتحضير الدعوى الإدارية وإبداء الرأى فيها، علما بأن رأيها غير ملزم إلى المحكمة فيجوز أن تأخذ به أو تطرحه جانبا لكن هو إجراء ضرورى. وتأتى اختصاصاتها كالآتى: 
1- تحضير الدعوى وتهيئتها للمرافعة
2- إعداد التقرير القانوني عن الدعوى
3- اقتراح إنهاء النزاع وديا على طرفي النزاع
4- الفصل في طلبات الإعفاء من الرسوم القضائية
5- الطعن في الأحكام